# Erzbistum Keewatin-Le Pas
Das Erzbistum Keewatin-Le Pas (lateinisch Archidioecesis Kivotina-Passitana, englisch Archdiocese of Keewatin-Le Pas, auch Archdiocese of Keewatin-The Pas, französisch Archidiocèse de Keewatin-Le Pas) ist eine römisch-katholische Erzdiözese mit Sitz in The Pas (Kanada).

## Geschichte
Das Erzbistum wurde am 4. März 1910 durch Papst Pius X. aus Gebietsabtretungen des Bistums Prince-Albert als Apostolisches Vikariat Keewatin errichtet. Das Apostolische Vikariat Keewatin gab am 15. Juli 1925 Teile seines Territoriums zur Gründung der Apostolischen Präfektur Hudson Bay ab. Am 13. Juli 1967 wurde das Apostolische Vikariat Keewatin durch Papst Paul VI. zum Erzbistum erhoben und in Erzbistum Keewatin-Le Pas umbenannt.

## Ordinarien

### Apostolische Vikare von Keewatin
- 1910–1933 Ovid Charlebois OMI
- 1933–1954 Martin Joseph-Honoré LaJeunesse OMI
- 1955–1967 Paul Dumouchel OMI

### Erzbischöfe von Keewatin-Le Pas
- 1967–1986 Paul Dumouchel OMI
- 1986–2006 Peter Alfred Sutton OMI
- 2006–2012 Sylvain Lavoie OMI
- 2012–2024 Murray Chatlain, dann Erzbischof von Winnipeg
- seit 2024 Sedisvakanz